# Māris Štrombergs
Māris Štrombergs, född 10 mars 1987 i Valmiera i Lettiska SSR i Sovjetunionen, är en professionell lettisk BMX-cyklist. Štrombergs blev den första manliga guldmedaljören i BMX någonsin under de Olympiska sommarspelen 2008. Fyra år senare tog han sin andra guldmedalj i olympiska sammanhang i BMX.
Guldmedaljen i de Olympiska sommarspelen 2008 blev Lettlands första under spelen i Peking, men också landets enda guldmedalj. Māris Štrombergs vann alla sina tre semifinaler, vilket gjorde att han säkrade en bra startposition i finalen. Māris Štrombergs tog guldmedaljen framför amerikanerna Mike Day och Donny Robinson.
Tidigare under säsongen 2008, i maj, vann han världsmästerskapen i BMX i Taiyuan, Kina och de europeiska mästerskapen i Weiterstadt, Tyskland.
Under året 2012 vann Māris Štrombergs sin andra olympiska mästerskapstitel i London.
Māris Štrombergs tävlar för Tālava och för det olympiska laget i Lettland. Han tränas av Ivo Lakučs.